# Bagnet M1

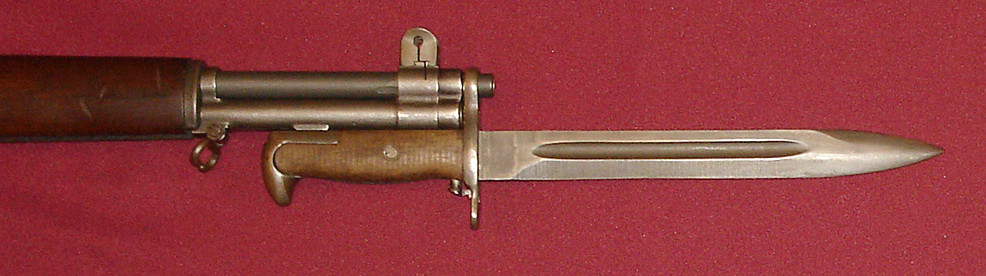
M1

M1 – bagnet zaprojektowany, do użycia z karabinem M1 Garand kalibru 7,62 mm. Długość głowni wynosiła 10 cali (254 mm).
Do roku 1943, M1 Garand oraz wszystkie warianty karabinu M1903 Springfield, jako broni kłującej mocowanej do lufy używały bagnetów M1905, a później M1942.
W 1943 roku US Army zdecydowało, że krótsze bagnety będą lepsze, więc postanowiono, że ostrza produkowanych do tej pory bagnetów zostaną skrócone do 10 cali (254 mm). W związku z tym tak dużo bagnetów M1905 oraz M1942, jak to tylko było możliwe, zostało wycofanych z wyposażenia żołnierzy, by zmniejszyć rozmiary głowni. Po tej modyfikacji, 10-calowe bagnety, nazwane M1 trafiły do ekwipunku żołnierzy amerykańskich.
Nowy bagnet z powodzeniem spisywał się w europejskim teatrze działań wojennych, gdzie konkurował z niemieckim 25-centymetrowym bagnetem S84/98 III, mocowanym do karabinu Kar98k, pomimo stosunkowej małej liczby przypadków walki w zwarciu.
W walkach na Pacyfiku, bagnet M1 nie dorównywał bagnetom japońskim, których długość głowni dochodziła do 40 cm, mocowanym na karabinach Arisaka o długości niemal 1,3 m. Z tego też powodu wielu amerykańskich żołnierzy walczących na Pacyfiku powróciło do używania dłuższego bagnetu M1905.